# Оксид алюминия
Окси́д алюми́ния Al2O3 — белое тугоплавкое вещество, бинарное соединение алюминия и кислорода. В природе распространён в виде глинозёма, составляющая часть глин, нестехиометрической смеси оксидов алюминия, калия, натрия, магния и т. д. В модификации корунда имеет атомную кристаллическую решётку.

## Свойства
Бесцветные нерастворимые в воде кристаллы. Амфотерный оксид. Практически не растворим в кислотах. Растворяется в горячих растворах и расплавах щелочей. Является диэлектриком, но некоторые исследователи считают его полупроводником n-типа. Диэлектрическая проницаемость 9,5—10. Электрическая прочность 10 кВ/мм.
Химическая активность зависит от условий получения.

### Плотность
| Модификация | Плотность, г/см3 |
| ----------- | ---------------- |
| α-Al2O3     | 3,99[2]          |
| θ-Al2O3     | 3,61[3]          |
| γ-Al2O3     | 3,68[4]          |
| κ-Al2O3     | 3,77[5]          |

### Основные модификации оксида алюминия

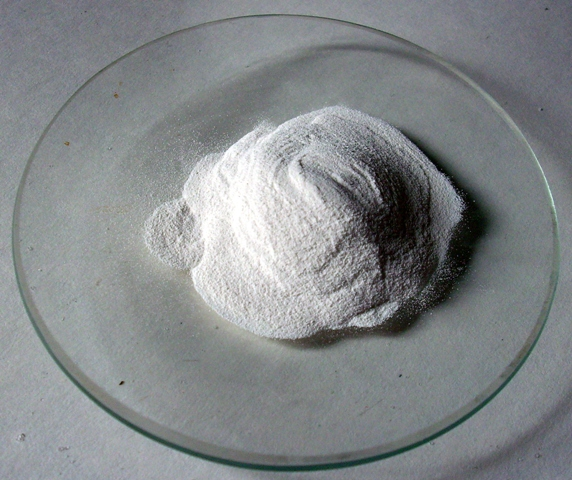
Глинозём

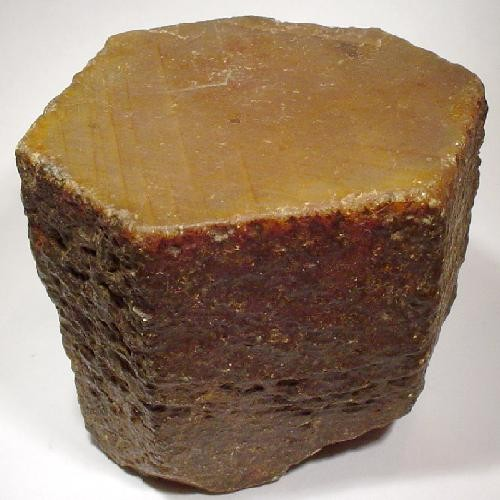
Кристалл корунда

В природе можно встретить только тригональную α-модификацию оксида алюминия в виде минерала корунда и его редких драгоценных разновидностей (рубин, сапфир и т. д.). Она является единственной термодинамически стабильной формой Al2O3. При термообработке гидроксидов алюминия около 400 °С получают кубическую γ-форму. При 1100—1200 °С с γ-модификацией происходит необратимое превращение в α-Al2O3, однако скорость этого процесса невелика, и для завершения фазового перехода необходимо либо наличие минерализаторов, либо повышение температуры обработки до 1400—1450 °С.
Известны также следующие кристаллические модификации оксида алюминия: кубическая η-фаза, моноклинная θ-фаза, гексагональная χ-фаза, орторомбическая κ-фаза. Спорным остаётся существование δ-фазы, которая может быть тетрагональной или орторомбической.
Вещество, иногда описываемое как β-Al2O3, на самом деле представляет собой не чистый оксид алюминия, а ряд алюминатов щелочных и щёлочноземельных металлов со следующими общими формулами: MeO·6Al2O3 и Me2O·11Al2O3, где МеО — это оксиды кальция, бария, стронция и т. д., а Ме2О — оксиды натрия, калия, лития и других щелочных металлов. При 1600—1700 °С β-модификация разлагается на α-Al2O3 и оксид соответствующего металла, который выделяется в виде пара.

## Получение
Получают из бокситов, нефелинов, каолина, алунитов алюминатным или хлоридным методом. Сырьё в производстве алюминия, катализатор, адсорбент, огнеупорный и абразивный материал.
{\displaystyle {\mathsf {3Cu_{2}O\ +\ 2Al\ \xrightarrow {350\ ^{\circ }C} \ 6Cu\ +\ Al_{2}O_{3}}}}
{\displaystyle {\ce {2Al(OH)3 ->[{t}] Al2O3 + 3H2O}}}
Плёнки оксида алюминия на поверхности алюминия получают электрохимическими или химическими методами. Так, например, получают диэлектрический слой в алюминиевых электролитических конденсаторах. В микроэлектронике также применяется эпитаксия оксида алюминия, которая многими учёными считается перспективной, например, в изоляции затворов полевых транзисторов.
Основной промышленный способ получения — процесс Байера.

## Применение
Оксид алюминия (Al2O3), как минерал, называется корунд. Крупные прозрачные кристаллы корунда используются как драгоценные камни. Из-за примесей корунд бывает окрашен в разные цвета: красный корунд (содержащий примеси хрома) называется рубином, синий, традиционно — сапфиром. Согласно принятым в ювелирном деле правилам, сапфиром называют кристаллический α-оксид алюминия любой окраски, кроме красной. В настоящее время кристаллы ювелирного корунда выращивают искусственно, но природные камни всё равно ценятся выше, хотя по виду не отличаются. Также корунд применяется как огнеупорный материал. Остальные кристаллические формы используются, как правило, в качестве катализаторов, адсорбентов, инертных наполнителей в физических исследованиях и химической промышленности.
Керамика на основе оксида алюминия (алюмооксидная керамика) обладает высокой твёрдостью, огнеупорностью и антифрикционными свойствами, а также является хорошим изолятором при довольно высоком коэффициенте теплопроводности, но всё же уступающем бериллиевой керамике. Она используется в горелках газоразрядных ламп, для изготовления подложек и металлокерамических корпусов интегральных схем и других полупроводниковых приборов, в запорных элементах керамических трубопроводных кранов, в зубных протезах, при изготовлении мощных электронных ламп и т. д.
Так называемый β-оксид алюминия в действительности представляет собой смешанный оксид алюминия и натрия. Он и соединения с его структурой вызывают большой научный интерес в качестве металлопроводящего твёрдого электролита.
γ-Модификации оксида алюминия применяются в качестве носителя катализаторов, сырья для производства смешанных катализаторов, осушителя в различных процессах химических, нефтехимических производств (ГОСТ 8136—85).
Оксид алюминия используется для получения алюминия в промышленности.

## Оксидная плёнка
Алюминий, являясь химически активным металлом, моментально образует при соприкосновении с кислородом воздуха на поверхности изделий из него тончайшую защитную оксидную плёнку Al2O3. Именно благодаря ей, например, алюминий не реагирует с водой, в то же время как при её разрушении (например, при амальгамировании) алюминий начнет окисляться и реагировать с водой с образованием амфотерного гидроксида алюминия.
Защита от окисления и коррозии
В электротехнике